# Sternoptyx obscura
Sternoptyx obscura és una espècie de peix pertanyent a la família dels esternoptíquids.

## Descripció
- Fa 4,5 cm de llargària màxima.[5]

## Depredadors
A les illes Hawaii és depredat per Alepisaurus ferox.

## Hàbitat
És un peix marí i batipelàgic que viu entre 500 i 2.700 m de fondària.

## Distribució geogràfica
Es troba a l'Índic, Nova Zelanda, l'oest de les illes Ryukyu, el Perú i el mar de la Xina Meridional.

## Observacions
És inofensiu per als humans.